# Sielenbach
Sielenbach est une commune de Bavière (Allemagne) de 1 551 habitants, située dans l'arrondissement d'Aichach-Friedberg.